# ASCOD
ASCOD (Austrian Spanish Cooperation Development) je borbeno vozilo pješaštva koje su razvile španjolska tvrtka Santa Barbara i austrijska tvrtka Steyl-Daimler-Puch. U Španjolskoj se naziva Pizarro, dok u Austriji Ulan.

## Razvoj
Razvoj ASCOD-a je pokrenut 1980-ih kada je austrijska tvrtka Steyr, na zahtjev austrijske vojske, pokrenula razvoj MICV 90. MICV 90 je napravljen na temelju starijeg 4H4FA borbenog vozila pješaštva. Iako je razvoj MICV 90 vozila pokrenut na zahtjev austrijske vojske, austrijska vlada nije htjela financijski potpomognuti projekt. Zato se Steyr morao okrenuti međunarodnoj suradnji. Za projekt je bila zainteresirana španjolska tvrtka Santa Barbara. Zajedničkom suradnjom tih dviju tvrtki nastala je tvrtka ASCOD (Austrian Spanish Cooperation Development), a tako je nazvano i vozilo namijenjeno izvozu.
Prvi prototip je završen 1990. godine. Tijelo BVP-a je bilo napravljeno u Španjolskoj, a top i kupola u Austriji. Prototip je bio pokretan Dieselovim motorom Pegaso snage 500 KS. Ovo je vozilo poslano u Norvešku gdje je norveška testirala razne BVP-e za novo borbeno oklopno vozilo pješaštva norveške vojske. ASCOD je uspješno prošao testiranja u ušao je u uži izbor u kojem su se našli i švedski CV90 i američki Bradley. Pobijedio je CV90. 
Drugi prototip je dovršen 1992. godine sa snažnijim motorom (600 KS). Zbog povećane oklopne zaštite, drugi je prototip imao i nešto veću težinu (26 tona). Treći je prototip napravljen prema iskustvu stečenom u Norveškoj. Poboljšano je podvozije i sposobnost kretanja izvan terena. Četvrti prototip je napravljen 1994. i on je ustvari proizvodni model za španjolsku vojsku koja je do 2000. naručila 144 vozila s po ukupnoj cijeni od 330 milijuna američkih dolara. Kasnije je naručeno još vozila i sada ukupna narudžba iznosi 356 vozila koja bi trebala biti isporučena do kraja 2012. godine. Vozilo je nazvano Pizarro. Zbog smanjenja vojnog proračuna, Austrija malo zaostaje s proizvodnjom svog ASCOD-a. Tijekom 1999. godine potpisan je ugovor za isporuku 112 ASCOD-a u vrijednosti od 249 milijuna američkih dolara. Prvo vozilo je isporučeno tijekom 2001. i nazvano je Ulan.   

## Dizajn

### Vatrena moć
Glavno naoružanje ASCOD vozila je brzometni top 30 mm Mauser Model F koji radi na sustavu plinova s dvostrukim sustavom punjenja. Da bi se mogli gađati ciljevi u zraku, elevacija cijevi je +50o Top je montiran u kupolu Steyr SP 3 koja je smiještena na tijelu, pomaknuta malo udesno u odnosu na sredinu tijela. Kupola je dvočlana i u njoj sjede zapovjednik (lijevo) i topnik (desno). U iznimnim slučajevima, zapovjednik može u potpunosti preuzeti nadzor nad kupolom. Pogon kupole je električni s potpunom stabilizacijom topa i kupole u dvije ravnine, koji je razvila tvrtka SIG. Ova ista kupola se rabi i na borbenom oklopnom vozilu na kotačima 6x6 Steyr Pandur. Ako je jedan od poklopaca na krovu podignut, zbog sigurnosti posade, pogon kupole se automatski zaustavlja. Borbeni komplet se sastoji od 405 granata, od kojih je 200 spremno za uporabu, a 205 je u pričuvi. Top ima tri moda paljbe: pojednična, automatska (3 do 5 granata u minuti) i rafal (10 granata u minuti).
SUP (Sustav upravljanja paljbom) DNRS tvrtke Kollsman je ugrađen kako bi se u potpunosti mogla iskoristiti vatrena moć 30 mm topa. Sastoji se od snažnog digitalnog računala i dnevno/noćne ciljaničke sprave s termovizijom i laserskim daljinomjerom. DNRS je kvalitetan SUP koji omogućava ASCOD-u da precizno pogađa sve vrste ciljeva iz pokreta u svim vremenskim uvjetima. Najveći nedostatak ASCOD-a i njegovog SUP-a je nepostojanje lansera za vođene protuoklopne rakete srednjeg i velikog dometa. S raketnim lanserom za rakete kao što su Milan 2 ili TOW 2B znatno bi se povećala učikovitost ASCOD-a na bojišnici protiv tenkova i drugim oklopnih vozila.
Sekundarno naoružanje ASCOD-a čini jedana 7,62 mm strojnica čiji borbeni komplet iznosi 700 metaka. Sa svake strane kupole postavljeno je nekoliko bacača dimne zavijese, što pomaže u povlačenju s bojišta.
Na temelju ASCOD-a moguće je napraviti cijeli niz vozila za različite namijene. Tako se nude tri inačice lakog tenka/lovca tenkova s topom od 105 mm. Taj top može koristit standardno NATO streljivo koje može uništiti sve moderne tenkove na udaljenostima manjim od 1000 metara. Ovakva vrsta tenkova je popularna u zemljama Aziji i Južnoj Americi zbog svoje niske nabavne cijene.

### Oklop
Ratna iskustva na Bliskom istoku su pokazala da lako oklopljena borbena vozila, naročito BVP-i, nemaju velike izglede za preživljavanje na suvremenoj bojišnici. Svako protuoklopno oružje (bilo modernije ili starije) u većini slučajeva se pokazalo pogubno za BVP i njegovu posadu. U uvjetima urbane borbe, ovakva vozila su se pokazala lakim metama RPG-a i sličnih protuoklopnih nevođenih raketa. Zato se velika pažnja u razvoju ASCOD-a posvetila oklopnoj zaštiti.
Tijelo vozila napravljeno je od zavarenih čeličnih ploća koje pružaju zaštitu od lakog pješačkog oružja malog kalibra i metaka 7,62 mm strojnice u bilo koji dio vozila. Prednja ploča može izdržati vatru teške strojnice 14,5 mm na udaljenosti od 500 metara. Na taj osnovni oklop može se postaviti eksplozivno-reaktivni oklop ili dodatni čelični oklop. Postavljanjem dodatnog čeličnog oklopa povećava se otpornost na vatru 14,5 mm teške strojnice u bilo koji dio vozila, dok prednja ploča može izdržati izravan udarac granate ispaljenu iz 30 mm topa na udaljenosti od 1000 metara. Španjolski Pizarro je opremljen eksplozivno-reaktivnim oklopom kojeg je razvila Santa Barbara. Postavlja se na prednji i bočni dio vozila. Podiže otpornost vozila na laka protuoklopna oružja kao npr. nevođene protuoklopne rakete.
ASCOD ima i dobru zaštitu protiv protupješačkih i protutenkovskih mina. Po tvrdnjama proizvođača, vozilo ima malu radarsku i infracrvenu signaturu, što dodatno povećava šanse za preživljavanje na modernoj bojišnici.  

### Pokretljivost
Kao što postoje dvije izvedbe ASCOD-a, tako i postoje dva motora. U onaj španjolski (nazvan Pizarro) se ugrađuje MTU 8V 183 TE22 8 V-90 Dieselov motor. Maksimalna snaga mu je 600 KS pri 2300 okretaja u minuti. S težinom od 27,5 tona, specifični omjer snage i težine je 21,8 KS/t. Maksimalna brzina Pizarra je 70 km/h.
Druga izvedba, austrijska (nazvana Ulah) ima snažniji motor, ali istog proizvođača. MTU 8V-2000-TE20 je Dieselov motor snage 721 KS. S ovim motorom, Ulah ima specifičan omijer snage i težine 26,2 KS/t. Zadržana je ista transmisija, pa je i maksimalna brzina ostala ista, 70 km/h. S 860 litara goriva u spremnicima ASCOD može prijeći do 600 kilometara. Budući da nije bilo zahtjeva da se ASCOD mora moći kretati po vodi, nema amfibijske sposobnosti. 

## Verzije
- Pizarro - španjolska verzija
- Ulan - austrijska verzija
- LT-105 Laki Tenk - laki tenk napravljen na tijelu ASCOD vozila. Naoružan je sa 105 mm top koji je postavljen u kupolu koju je dizajnirao General Dynamics. Oko 15 ovakvih tenkova prodano je tajlandskoj vojsci.[1]
- VCOAV - (Vehículo de Observación Avanzada) izviđačko vozilo
- VCREC - vozilo za popravke
- VCZ - inženjerijsko vozilo